# Dorymyrmex flavus
Dorymyrmex flavus é uma espécie de formiga do gênero Dorymyrmex.